# Kelly Key
Kelly de Almeida Afonso (n. 3 martie 1983, Rio de Janeiro), cunoscută ca Kelly Key, este o cântăreață braziliană.

## Discografie

### Studio albums
- 2001: Kelly Key
- 2003: Do Meu Jeito
- 2005: Kelly Key
- 2006: Por Que Não?
- 2008: Kelly Key

### Spanish albums
- 2002: Kelly Key en Español

### Live albums
- 2004: Kelly Key - Ao Vivo

### Compilations
- 2002: Remix Hits
- 2007: 100% Kelly Key